# باب راک
رابرت جنس راک (انگلیسی: Bob Rock؛ زادهٔ ۱۹ آوریل ۱۹۵۴) تهیه‌کننده موسیقی و مهندس ضبط کانادایی است. در سال ۱۹۷۶، راک به استودیوهای لیتل مونتین ساند پیوست و کار خود را به‌عنوان مهندس ضبط و میکسر صدا آغاز کرد. او در این دوره با تهیه‌کننده بروس فربرن همکاری کرد و در ضبط و میکس چندین آلبوم راک تأثیرگذار از هنرمندانی مانند بون جووی و ایروسمیث مشارکت داشت.
راک در سال ۱۹۷۸ به همراه پل هاید، خواننده و ترانه‌سرا، گروه پایولا$ را تشکیل داد. این گروه به خاطر تک‌آهنگ «Eyes of a Stranger» از آلبوم No Stranger to Danger شهرت یافت که برایشان چهار جایزه جونو به ارمغان آورد. این دو نفر همچنین در سال ۱۹۸۷ تحت نام راک و هاید با هم همکاری کردند. در سال ۱۹۹۱، راک با گروه راک‌هد آلبومی منتشر کرد.
از برجسته‌ترین آثار راک به‌عنوان تهیه‌کننده می‌توان به آلبوم‌های راک Dr. Feelgood از ماتلی کرو، Sonic Temple از کالت و آلبوم متالیکا اثر متالیکا در سال ۱۹۹۱، که اغلب به نام آلبوم سیاه شناخته می‌شود، اشاره کرد. هر یک از این آلبوم‌ها پرفروش‌ترین اثر گروه‌های مربوطه هستند و متالیکا و کالت هر کدام در چهار آلبوم بعدی خود نیز با راک همکاری کردند.
راک در مجموع بیست‌وهفت نامزدی جایزه جونو در دسته‌های مختلف دریافت کرده است. علاوه بر چهار جایزه جونو که برای کار با پایولا$ کسب کرد، او در سال ۱۹۸۲ جایزه مهندس ضبط سال و در سال‌های ۲۰۰۰، ۲۰۰۵ و ۲۰۱۰ جایزه تهیه‌کننده سال را دریافت کرد. راک در سال ۲۰۰۷ به تالار مشاهیر موسیقی کانادا راه یافت و در سال ۲۰۱۴ برای کار روی آلبوم To Be Loved مایکل بوبله در پنجاه و ششمین مراسم جایزه گرمی، جایزه بهترین آلبوم پاپ سنتی را از آن خود کرد.